# 歐洲聯盟刑事司法合作署
歐洲聯盟刑事司法合作署（英語：European Union Agency for Criminal Justice Cooperation；简称：Eurojust），又称歐洲司法组织、歐洲檢察署等，是歐洲聯盟的專門機構，負責處理成員國間刑事案件的司法合作事務，總部位於荷蘭海牙，成立於2002年，為歐盟刑事司法合作（Judicial Cooperation in Criminal Matters）的一部分。主要任務為透過協調歐洲司法機構調查和起訴以打擊跨境及組織犯罪。

## 組織
歐洲司法组织由成員國中有經驗的檢察官、法官或具有同等權限的警察官參與，其職權主要在協調跨境組織犯罪領域中歐洲司法機關之作業，以及支援司法機關與警察機關之間的資訊交換。例如歐洲司法组织可以向成員國的政府機關調資料，自行接手刑事追訴案件、對某些罪名發動偵查，或同意讓另一個有權偵查的機關進行；協調各國組偵查團隊，並調取各種必要的資料。雖然在調取資料時，各國的政府機關沒有義務支援，但拒絕支援時必須交代理由。所以雖然沒有指揮權，但歐洲司法组织以可給予各國的犯罪偵查工作帶來甚大的助力。不過因為歐洲司法组织人力不足，實際上解決案件的效能有限。《里斯本條約》繼續了這景況，甚至留下了未來擴充歐洲司法组织之指揮權的空間。

### 連結
1. ↑  Claus Roxin; Bernd Schünemann. .  27. München: C.H. Beck. 2012. ISBN 978-3406625978 （德语）.

### 書籍
- Helmut Satzger.   [國際刑法與歐洲刑法]. 由王士帆翻译. 元照出版. 2014. ISBN 978-957-511-223-3 （中文（繁體））.